# Astichus cyaneus
Astichus cyaneus är en stekelart som beskrevs av William Harris Ashmead 1901. Astichus cyaneus ingår i släktet Astichus och familjen finglanssteklar. Inga underarter finns listade.